# Музей на бойната слава
Музеят на бойната слава е културна институция в град Ямбол и е първият общински специализиран военен музей в България.

## История
Създаването му е по идея на инициативен комитет и родолюбивите дружества и организации в града, подкрепени от кмета на община Ямбол, Георги Славов. С решение на Общинския съвет от 28 юли 2010 г. е избран бивш войскови район, известен като „Пионерните казарми“, място, където е била разположена 3-та пионерна дружина. Реализиран е от работна група от 15 души, извършили издирвателска и събирателска дейност за неговата експозиция, със съдействието на община Ямбол и Министерството на отбраната, които даряват по-голямата част от експонатите.
Изграждането му се свързва с каузата за съхраняване идентичността на военните формирования, дислоцирани в град Ямбол и региона в периода след Освобождението на България от османско владичество. Негов символ е възстановеният Портал-паметник на 29-и пехотен ямболски полк.
Музеят е открит на 9 май 2013 г. Регистриран е като културна организация и е вписан в регистъра на музеите на Министерството на културата с Удостоверения № 88(1000/09.10.2013 г.) и № У-60/10.05.2016 г. на Министъра на културата. От 26 юни 2017 г. Музеят на бойната слава е включен в списъка на 100-те национални туристически обекта под №99 Б. с Удостоверение № 129/26.06.2017 г.